# Bataille de Saint-Michel-de-l'Attalaye
Révolution haïtienne
Batailles
Insurrections (1791-1793)
- Bois-Caïman
- Croix-des-Bouquets
- Morne Pelé
- 1re La Tannerie
- Port-au-Prince
- Le Cap-français

Interventions espagnoles et britanniques (1793-1798)
- 2e La Tannerie
- Marmelade
- Saint-Michel-de-l'Attalaye
- Ennery
- 3e La Tannerie
- Fort-Dauphin
- 1re Tiburon
- L'Acul
- La Bombarde
- 2e Tiburon
- Les Gonaïves
- Port-Républicain
- 1re Dondon
- Massacre de Fort-Dauphin
- Saint-Marc
- Léogane
- Saint-Raphaël
- Trutier
- 3e Tiburon
- 1re Verrettes
- Grande-Rivière
- Mirebalais
- Las Cahobas
- 2e Verrettes
- Petite-Rivière
- 2e Dondon
- 1re Les Irois
- Jean-Rabel
- 2e Les Irois

Guerre des couteaux (1799-1800)
- Jacmel

Expédition de Saint-Domingue (1802-1803)
- La Ravine-à-Couleuvres
- Kellola
- Plaisance
- La Crête à Pierrot
- Noyades du Cap-Français
- Port-au-Prince
- Vertières
- Massacres de 1804 en Haïti

La bataille de Saint-Michel-de-l'Attalaye, ou bataille de San-Miguel de l'Atalaya, se déroule le 3 août 1793, pendant la Révolution haïtienne. Elle s'achève par la victoire des Espagnols qui repoussent une attaque républicaine à Saint-Michel-de-l'Attalaye.

## Prélude
Le 15 juillet 1793, le lieutenant-colonel Desfourneaux quitte Port-au-Prince avec un détachement du 4e régiment d'infanterie de ligne et les grenadiers du 48e régiment d'infanterie de ligne. Il se porte dans un premier temps au Gonaïves afin d'enrôler des volontaires. L'officier Paul Lafrance vient notamment le rejoindre depuis Ennery et reçoit le commandement de son avant-garde.
Pendant ce temps, une centaine de royalistes français, dont le baron de Montalembert et Hanus de Jumécourt, viennent rallier les Espagnols à Saint-Michel-de-l'Attalaye. Le commissaire Étienne Polverel donne alors l'ordre à Desfourneaux de les attaquer,.

## Déroulement
Le 3 août ou le 17 août, Desfourneaux attaque Saint-Michel-de-l'Attalaye, alors en territoire espagnol, avec 2 000 hommes. Cependant, il se heurte aux troupes espagnoles commandées par le marquis d'Almonas et Georges Biassou.
Au terme du combat, les républicains sont complètement battus,. Desfourneaux est blessé et, d'après son rapport, dix-sept artilleurs sur vingt-cinq se font tuer sur leurs pièces,. 
Les républicains se replient sur Les Gonaïves. Afin de protéger cette ville, Paul Lafrance établit un poste à l'habitation Pilboreau, près d'Ennery.